# Pambio
Pambio è una frazione del comune svizzero di Lugano, nel Canton Ticino (distretto di Lugano). Fa parte del quartiere di Pambio Noranco.

## Storia
Già comune autonomo, nel 1904 è stato accorpato all'altro comune soppresso di Noranco per formare il comune di Pambio Noranco, il quale a sua volta nel 2004 è stato accorpato al comune di Lugano.

## Monumenti e luoghi d'interesse
- Chiesa parrocchiale di San Pietro, documentata dal 1335[1];
- Oratorio di Santa Maria Assunta[2].